# Драбинівка
Драби́нівка — село в Україні, центр Драбинівської сільської громади Полтавського району Полтавської області. Населення становить 1174 осіб. До 2017 орган місцевого самоврядування — Драбинівська сільська рада.

## Географія
- Село Драбинівка знаходиться на відстані 1,5 км від сіл Веселка і Вовківка.
- Село розташоване в лісостеповій зоні, з рівнинним рельєфом. Невеликі пагорби та балки характерні для околиць.
- Переважають родючі чорноземи, які сприятливі для сільського господарства.
- Клімат помірно континентальний.

## Історія
- Село Драбинівка було засноване в  1787 році як хутір Лебединівка.
- У 1917 році в Драбинівці відбувся повстанський рух. Це було частиною широких революційних процесів в Україні. Одним з активних учасників був Яків Кибкало, член РСДРП, який був репресований і висланий до Сибіру за свою революційну діяльність.
- Володимир Дігтяр був відомим героєм Великої Вітчизняної війни, льотчиком майором, що брав активну участь у бойових діях під час війни. Він загинув у 1944 році в Криму. Його діяльність стала частиною історії Драбинівки, залишивши слід в пам'яті місцевих жителів як символ мужності і самовідданості.
- Колгосп ім. Кірова у Драбинівці був заснований після Другої світової війни як частина радянської політики колективізації сільського господарства. Він об’єднував місцеві сільськогосподарські угіддя і сприяв розвитку аграрного сектору. Основний напрям виробництва — вирощування зернових і технічних культур та м’ясо-молочне тваринництво. Колгосп розпався після розпаду СРСР у 1990-х роках, коли процес приватизації землі і сільськогосподарського виробництва став невідворотним.
- Драбинівка стала центром територіальної громади. ОТГ було утворено 3 квітня 2017 року шляхом об'єднання шістнадцяти сіл  Новосанжарського району. Це об’єднання було частиною процесу децентралізації в Україні, що дозволило покращити управління ресурсами і соціальними послугами на місцевому рівні.
- 12 червня 2020 року, відповідно до розпорядження Кабінету Міністрів України № 721-р «Про визначення адміністративних центрів та затвердження територій територіальних громад Полтавської області», село увійшло до складу Новосанжарської селищної громади.
- 19 липня 2020 року, в результаті адміністративно - територіальної реформи та ліквідації Новосанжарського району, село увійшло до складу новоутвореного Полтавського району.
- 13 липня 2023 року під час мінометного обстрілу позицій поблизу населеного пункту Вершина, Бахмутського району, загинув Цвітченко Едуард Валентинович. Ця подія стала важливим моментом в історії Драбинівки, відображаючи трагічні наслідки війни для України.

## Населення

### Мова
Розподіл населення за рідною мовою за даними перепису 2001 року:
| Мова       | Кількість | Відсоток |
| ---------- | --------- | -------- |
| українська | 1150      | 97.95%   |
| російська  | 19        | 1.62%    |
| румунська  | 2         | 0.17%    |
| угорська   | 2         | 0.17%    |
| вірменська | 1         | 0.09%    |
| Усього     | 1174      | 100%     |

## Економіка
- Птахо-товарна ферма.
- «Драбинівка», агрофірма, ТОВ.
- «Чиста Криниця», ТОВ.

## Об'єкти соціальної сфери
- Школа.
- Будинок культури.